# Кетфішинг

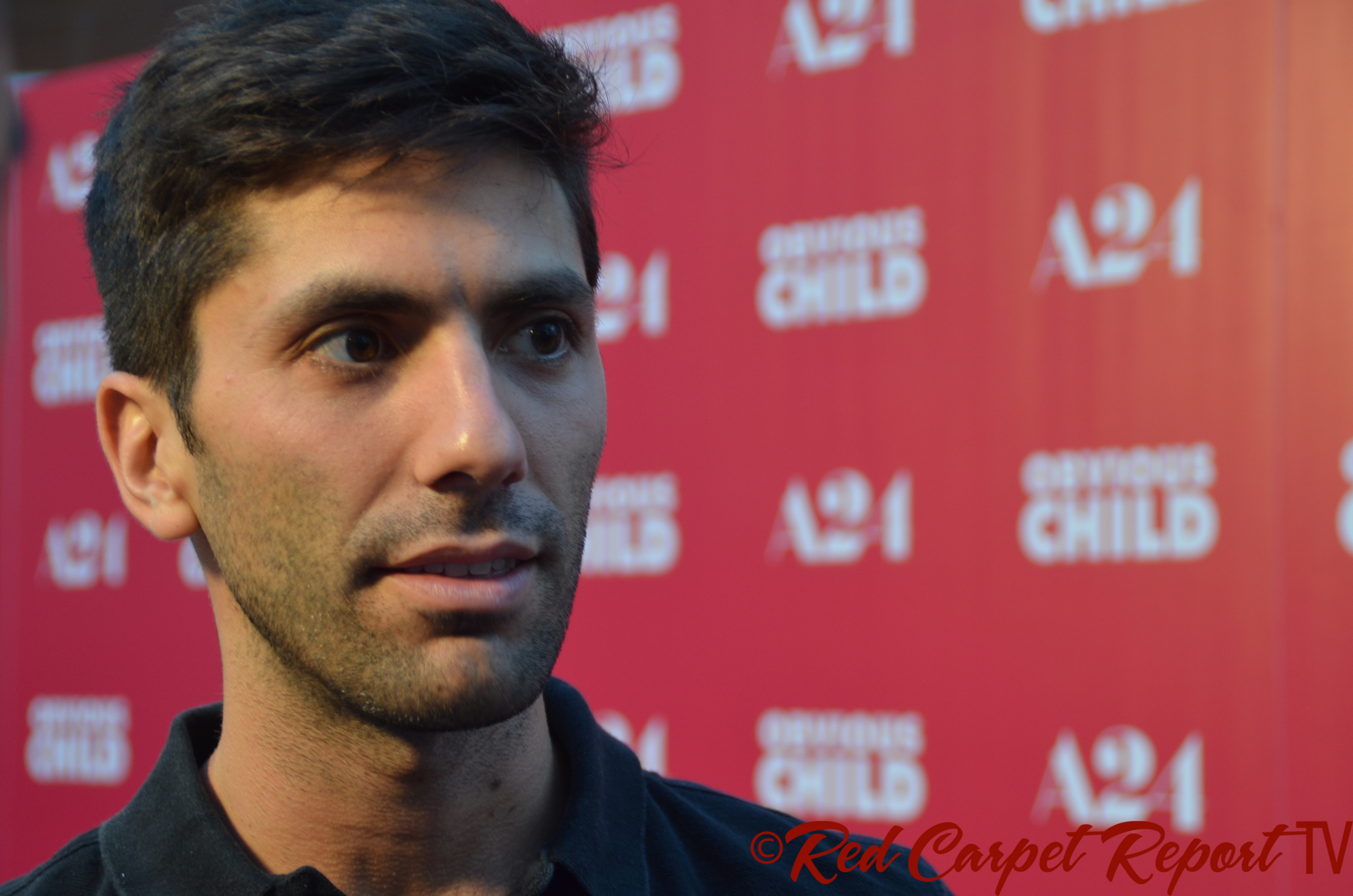
Нев Шульман, ведучий і виконавчий продюсер Catfish: The TV Show.

Кетфішинг (з англ. catfish — сом, дослівно «Ловля сома», «риболовля на сома» — це вид шахрайства, коли людина створює вигаданий несправжній акаунт чи сторінку в соціальних мережах або на сайтах знайомств, зазвичай націлюючись на конкретну жертву. Ця практика може використовуватися для отримання фінансової вигоди, щоб якимсь чином скомпрометувати жертву, як спосіб навмисно засмутити жертву або для виконання бажання.
Про кетфішинг були створені телевізійні шоу, в яких часто фігурували жертви, які хотіли знайти свого шахрая. Цілями зловмисників також ставали знаменитості, що привернуло увагу преси до явища кетфішингу.

## Історія
Сучасний термін походить від американського документального фільму «Catfish» 2010 року. Документальний фільм розповідає про Нева Шульмана, виконавчого продюсера, як жертву кетфішингу. Він культивував стосунки з, як він вважав, 19-річною дівчиною з Середнього Заходу Сполучених Штатів. Жінка, з якою він спілкувався, насправді була 40-річною домогосподаркою. У документальному фільмі чоловік жінки порівнює поведінку жінки з міфічним використанням риби сом під час транспортування живої тріски. Міф полягає в тому, що тріску доставляли разом із сомом в тих самих резервуарах, щоб підтримувати активність тріски, забезпечуючи якість тріски, тоді як при транспортуванні окремо тріска ставала блідою та млявою. Цей міф виник у художній літературі Генрі Невінсона (1913, «Нариси повстання») та Чарльза Марріотта (1913, «Сом»).
Термін кетфішинг став більш відомим протягом наступного десятиліття завдяки телевізійному серіалу, який слідував за головною зіркою фільму, Янівом (Невом) Шульманом, який допомагав іншим людям досліджувати їхні можливі ситуації з кетфішингом.
Цей термін також набув популярності під час інциденту за участю футбольної зірки Університету Нотр-Дам Манті Тео в 2013 році.